# Didymaea
Didymaea é um género botânico pertencente à família Rubiaceae.